# ノース駅 (ボストン)
ノース駅（英語: North Station）はアメリカ合衆国マサチューセッツ州ボストン、コーズウェイ・ストリート135にある駅。日本語ではボストン北駅とも呼ばれる。 全米各地を結ぶ旅客鉄道のアムトラックおよびボストンの近郊輸送を担うマサチューセッツ湾交通局 (MBTA) 通勤鉄道線の フィッチバーグ線、ヘイブリル線、ローウェル線、ニューベリーポート/ロックポート線、MBTA地下鉄のグリーンライン、オレンジラインが乗り入れている。

## 概要

### 現在
ノース駅は、ボストンに3駅あるアムトラックの駅の内の一つである。現在のノース駅はブルフィンチ・トライアングルの北端に所在する駅としては三代目である。現在の駅舎は地下駐車場、地上の駅、上層階のスポーツアリーナからなる複合施設のTDガーデンとして知られており1億ドルの費用をかけ1995年にオープンした。現在、NBAのボストン・セルティックスとNHLのボストン・ブルーインズの本拠地となっている。アセラ・エクスプレス、ノースイースト・リージョナル、レイクショア・リミテッドに乗車する利用客はサウス駅（ボストン南駅）またはバック・ベイ駅から利用となり、ノース駅とサウス駅を結ぶアムトラックの路線はないので地下鉄やタクシーのいずれかを使用する必要がある。ダウンイースター号の車窓は秋には、紅葉により豊かなオレンジ、黄色、金色、および赤のつかの間のモザイクを生成するように見事な景色を乗客に見せる。旅客鉄道支援団体の「トレインライダーズ・ノースイースト」のボランティアが列車、駅、沿線の街についての有益なアドバイスをして、ダウンイースター号の乗客を支援するおもてなしプログラムを行っている。

### 前史と初代

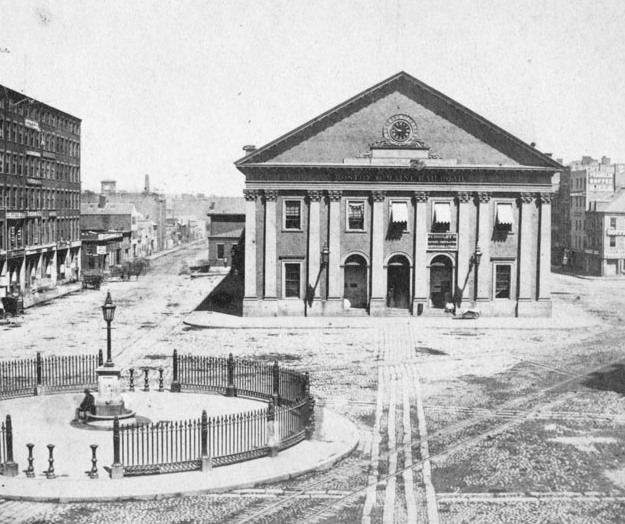
ヘイマーケット・スクェアにあったボストン・アンド・メイン鉄道 駅舎

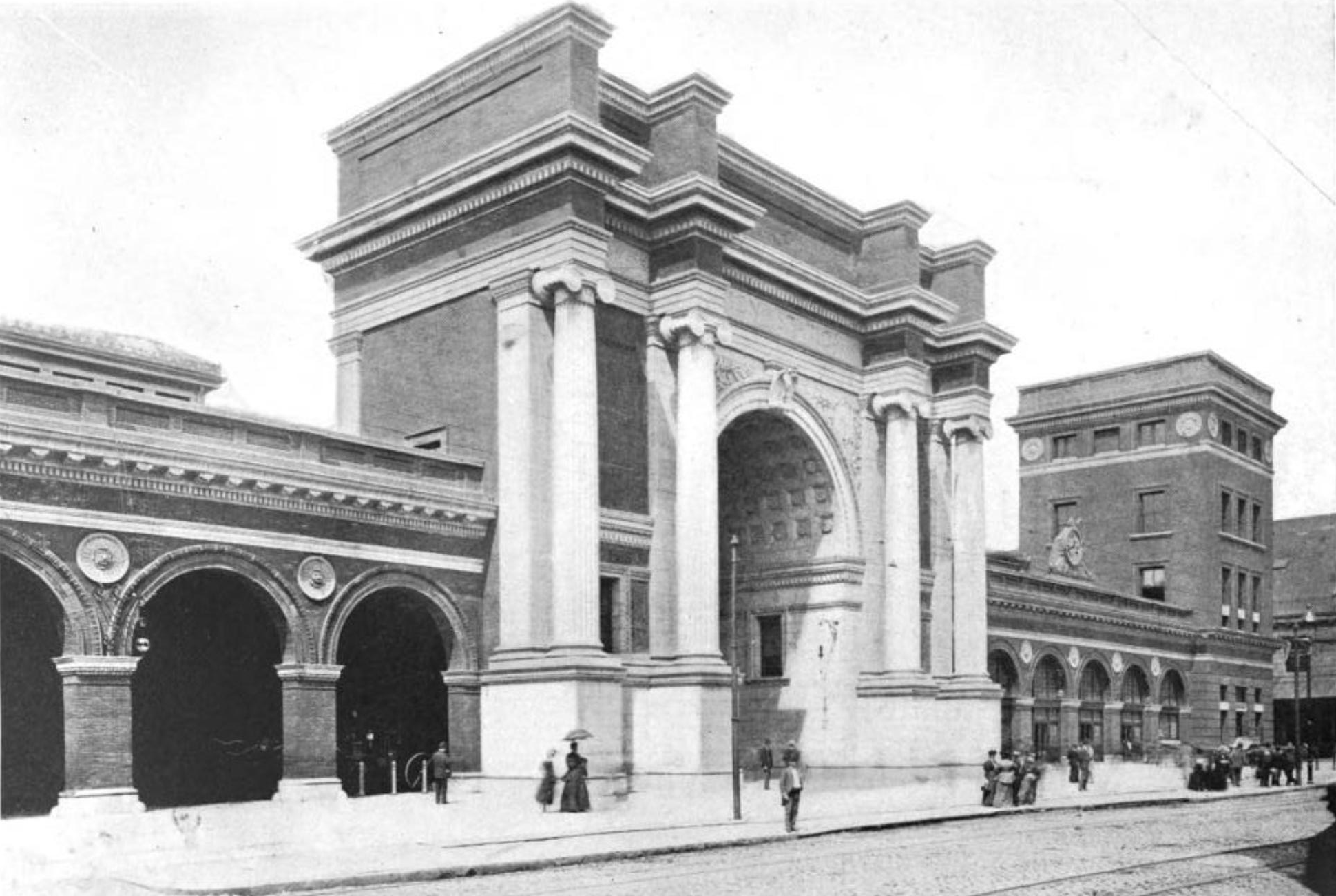
ノース駅 初代駅舎 1897年

当初のノース駅は1893年現在地のやや南、コーズウェイ・ストリートに直接面して建てられた。ユニオン駅として各鉄道会社が駅を建設し施設を維持する必要性を排除した。ノース駅の主要な出資者はマサチューセッツ州で1833年に免許が与えられたアンドーバー・アンド・ウィルミントン鉄道を起源に持つボストン・アンド・メイン鉄道（B＆M）であった。同社はまた、ニューハンプシャー州とメイン州で免許を獲得し合併を進めていった。ボストン・アンド・メイン鉄道は19世紀の後半、計算されたキャンペーンを通じ47を超える地域の中小鉄道会社を購入またはリースし、米国北東部の寡占的な鉄道会社となった。ボストンの北や西からボストンにつながる鉄道の多くはチャールズ川を渡りブルフィンチ・トライアングルと呼ばれるゾーンに駅を建設した。コーズウェイ、ノース・ワシントン、メリマックの各通りに囲まれたこの土地はもともとミル池として知られている湿地帯であった。19世紀初頭、チャールズ・ブルフィンチにより新都市開発に対応するため湿地を埋め立てる提案がされ、埋立地は最終的に彼の名前で呼ばれるようになった。ミル池を埋め立てた土は近くのビーコンヒルから運ばれた。
19世紀後半、ボストンに通じる鉄道会社8社うち4社はブルフィンチ・トライアングルに駅を建設した。コーズウェイ・ストリートに沿ってボストン・アンド・ローウェル鉄道、イースタン鉄道、フィッチバーグ鉄道はすべて近接して建設された。それぞれの駅舎はフランス第二帝政様式、イタリア様式、ゴシックリバイバル様式など異なる建築様式にて互いに区別していた。フィッチバーグ鉄道の駅舎は天端がギザギザした城のような塔をもっていた。競合他社とは異なりボストン・アンド・メイン鉄道はコーズウェイ・ストリートから南へ数ブロックのヘイマーケット・スクェアに駅舎を建設した。個々のアイデンティティを作成するというテーマに沿ってギリシャリバイバル様式の駅舎となり、大きなペディメントの中心には旅行者が時刻を確認しやすいように時計が取り付けられていた。
ボストン・アンド・メイン鉄道は1884年イースタン鉄道をリースしてボストンとポートランド間の路線の単独管理権を獲得した。その3年後、ボストン・アンド・ローウェル鉄道をリースしてバーモント州とケベック州に乗り入れすることができた。これらの2つの契約では、これらのサービスを一つ屋根の下で統合するためにユニオン駅の建設に着手した。新しい駅を建設するためにボストン・アンド・メイン鉄道のヘイマーケット・スクェアの駅と旧イースタン鉄道の駅を取り壊した。1900年までフィッチバーグ鉄道はボストン・アンド・メイン鉄道にリースされなかったため、新駅の東に残った。新駅舎はボストン・アンド・メイン鉄道の力を顕示するため大きな凱旋門風の入口がそびえ立つ印象的な新古典主義の駅舎となった。ローマ時代の先例に触発され、ファサードの両サイド、田舎風の礎石に2本ずつ建つイオニア式柱頭を持つ列柱とラウンドアーチが特徴であった。最初のノース駅駅舎はより大きな地上階の待合室やコンコースを持つ駅舎建設ために30数年ほどで取り壊された。

### 2代目

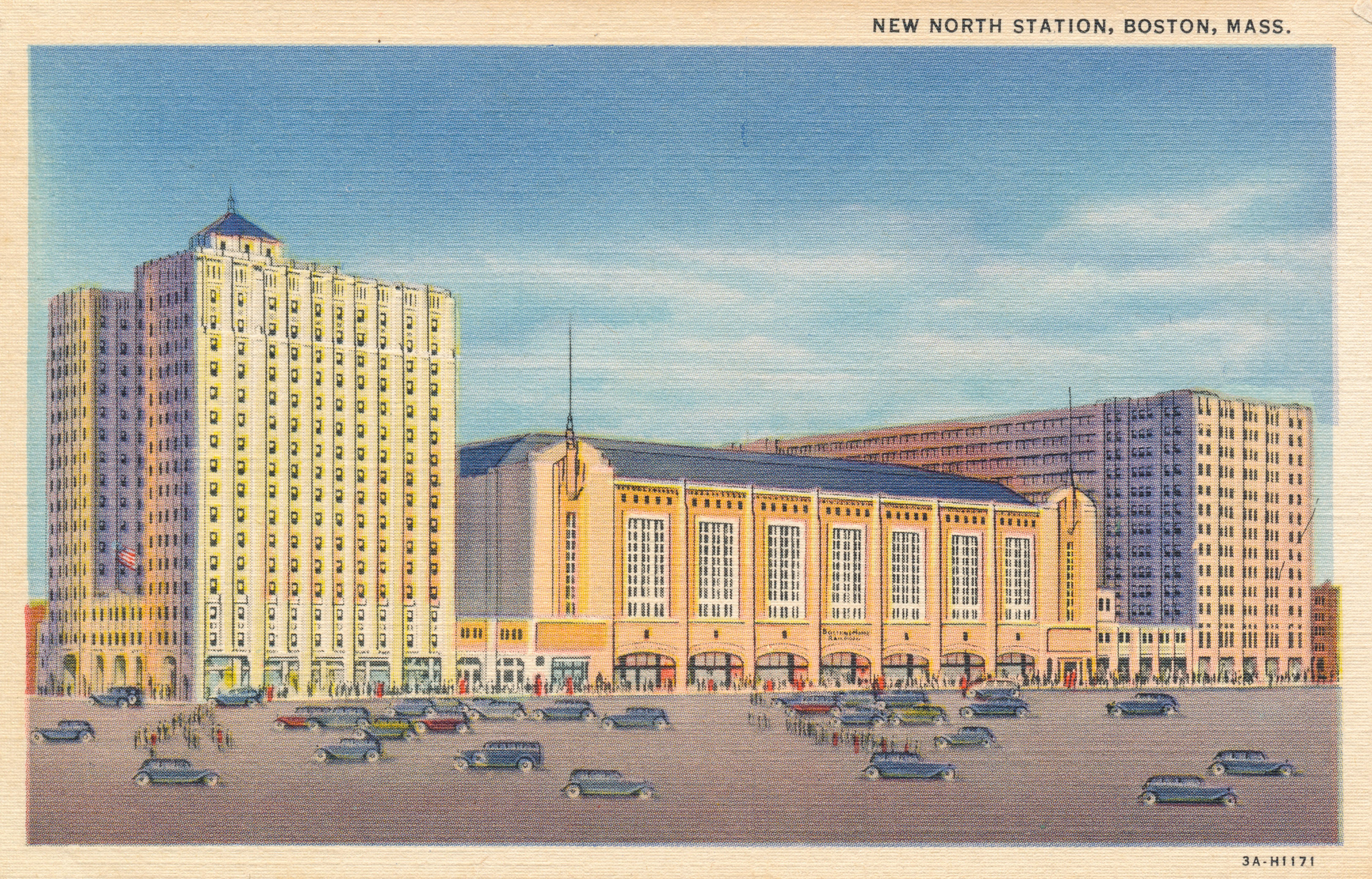
ノース駅 二代目駅舎 1928年

当時人気のアールデコ様式で設計された新しいノース駅とボストンガーデンは1928年にオープンした。浅い色のレンガで覆われ、背の高い尖塔と三角形の欄干を持つ楼閣があった。ボストンガーデンは、スポーツの試合、政治集会、サーカスやロデオ、音楽コンサート、福音派の会合を含め、その後70年にわたって、あらゆる種類のイベントが開催された。2代目駅舎は1995年に閉鎖され、現在の使用しているTDガーデンのオープン後、1997年に取り壊された。

## 利用可能な鉄道路線／列車
アムトラックの出発する列車は下記の通り。
ブランズウィック / ポートランドとボストン間の昼行短距離列車ダウンイースター号 …1日5本出発
マサチューセッツ湾交通局 (MBTA) 通勤鉄道線の出発する列車は下記の通り。 
ボストンとフィッチバーグ間のフィッチバーグ線 …フィッチバーグ方面 19本/日 出発 (平日) 
ボストンとローウェル間のローウェル線 …ローウェル方面 26本/日 出発 (平日) 
ボストンとヘイブリル間のヘイブリル線 …ヘイブリル方面 22本/日 出発 (平日) 
ボストンとニューベリーポート / ロックポート間のニューベリーポート/ロックポート線 …ニューベリーポート方面 16本/日、ロックポート方面 15本/日 出発 (平日) 
マサチューセッツ湾交通局 (MBTA) の地下鉄は下記の通り。
グリーンライン ※当駅を運行区間とするのはC支線直通列車とE支線直通列車。C支線直通列車は当駅が終着。
オレンジライン

## バス
当駅から乗車できるバスは以下の通り。
路線バス： マサチューセッツ湾交通局 (MBTA) …4系統 